# Баїмово (Абзеліловський район)
Баї́мово (рос. Баимово, башк. Байым) — село у складі Абзеліловського району Башкортостану, Росія. Адміністративний центр Баїмовської сільської ради.
Населення — 1015 осіб (2010; 982 в 2002).
Національний склад:
- башкири — 99%